# Sijantung
Sijantung is een bestuurslaag in het regentschap Batam van de provincie Riau-archipel, Indonesië. Sijantung telt 1580 inwoners (volkstelling 2010).